# Recopa Gaúcha 2022
In 2022 werd de negende Recopa Gaúcha tussen de kampioen van de staatscompetitie en de Copa FGF gespeeld. De competitie werd georganiseerd door de FGF. Grêmio werd de winnaar.  

## Deelnemers
| Club   | Stad         | Gekwalificeerd als              | Deelnames |
| ------ | ------------ | ------------------------------- | --------- |
| Grêmio | Porto Alegre | Kampioen Campeonato Gaúcho 2021 | 4de       |
| Glória | Vacaria      | Kampioen Copa FGF 2021          | 1ste      |

## Recopa
|             |        |                                                                       |        |         |
| 24 mei 2022 | Glória | 0 – 5                                                                 | Grêmio | Vacaria |
| 24 mei 2022 |        | 7' Elkeson 45' Campaz 62' Janderson 67' Jhonata Varela 80' Ricardinho |        | Vacaria |

| Glória | Grêmio |

| Recopa Gaúcha de 2022      |
| Porto Alegre               |
| -------------------------- |
| GRÊMIO Kampioen (3° titel) |